# Среща (песен)
„Среща“ е една от най-известните песни на рок група „Щурците“ от албума „XX век“ (1980). Авторът на текста е хасковският поет Симеон Стоянов, който посвещава строфите на своята ученическа любов. Продава ръкописен лист на БНР и след дълго време го избира сред десетки други вокалистът и композитор на групата Кирил Маричков. Заедно с композитора Христо Ковачев композира песента.

## Предистория и написване
Стихотворението „Среща“ е написано от поета Симеон Стоянов от Хасково. За първи път е публикувано във вестник „Димитровец“ в началото на 1960-те години.
Като студент в София Стоянов се нуждае от пари и се обръща към приятеля си от БНР Власо Власов. Власов купува пет стихотворения на Симеон с цел превръщане в песни. Дава му висок по онова време хонорар – по 50 лева на творба.
Карираните листове с ръкописен текст влизат в папките на радиото. След време ги намира вокалистът и композитор на групата „Щурците“ Кирил Маричков, който преди това изчита десетки стихове в търсене на вдъхновение за третия студиен албум на групата – „XX век“. Маричков веднага харесва стихотворението и го предлага за ползване.

## Описание и композиране
„Среща“ е сантиментална балада в жанр блус рок. Музиката написва Христо Ковачев, а аранжиментът е на самия Кирил Маричков, когото първоначално не удовлетворява съчетанието на текста и бързото темпо на версията на Ковачев и накрая той превръща „Среща“ в балада.
Повода за създанието на стихотворението на Симеон Стоянов е скарване с неговата ученическа любов Мариелка. През годините възникват мнозина спорове, какъв град възпява в творбата си Стоянов – Пловдив, София, Пазарджик. Въпреки това, източниците като bTV твърдят, че реката и тополите, споменати в най-известните строфи на „Среща”, растат край Хасковската река.

## Издания на песента и съдбата
Албумът „XX век“, е издаден от „Балкантон“ през 1980 година, а „Среща“ е 5-та песен от 11-те. По същото време от БНТ е заснет музикален клип с участието на Маричков.
„Среща“ става един от най-големите хитове на групата. „Тя е от песните, които ще останат вечни“ – споделя пред bTV Кирил Маричков. През 2009 година след гласуването на около 17 000 българи „БГ радио“ слага „Среща“ на 9-то място сред 1000 най-обичани български песни. „Среща“ се изпълнява от музикантите от групи „Б.Т.Р.“ и „Тангра“ (през 2017 година).
След „XX век“ песента се появява в концертния албум на „Щурците“ „20 години по-късно“ (1988) (и едноименния филм) и „Антологията“ (Част II; 2004).
След излизането на „XX век“ групата тръгва на турне из страната. Актьор и приятел на Симеон Стоянов Янко Митев пита Маричков дали иска да се запознае с автора на „Среща“ и запазва маса в ресторант „Аида“ в Хасково. „Така двамата се запознават и става много хубава вечер“ – разказва Митев.
Художникът и състудент на Симеон Петър Ангелов разказва за съдбата му след „Среща“: „Симеон се оженва и възпитва две дъщери. Съпругата му почива, а по-късно той се разболява от рак. В последните дни за него се грижат по-голямата му сестра, поетът Петър Василев и Мариелка – момичето от стихотворението. Именно тя го погребва през зимата на 2002 година. Така че има тъжен хепиенд тази любов... Тази песен за разминаването в любовта става емблема на Хасково“.

## Състав
- Кирил Маричков – бас китара, соло вокал, синтезатори
- Петър „Пеци“ Гюзелев – соло китара, вокал
- Владимир „Валди“ Тотев – клавишни, вокал
- Георги „Жоро“ Марков – ударни, вокал